# 卢布

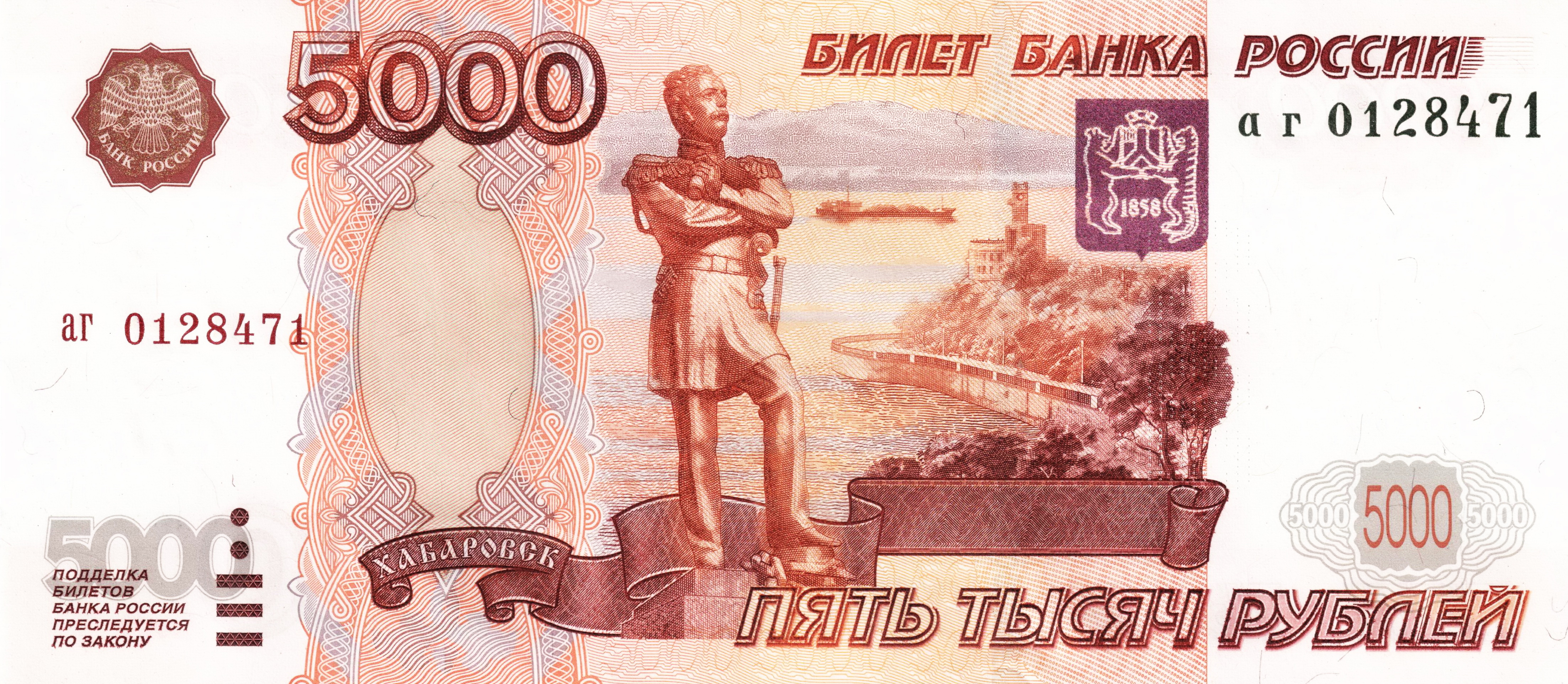
2006年俄罗斯发行的5000卢布，其画面是俄国为表彰阿穆尔斯基伯爵逼迫中国签订瑷珲条约侵占外东北领土为他所立的雕像。

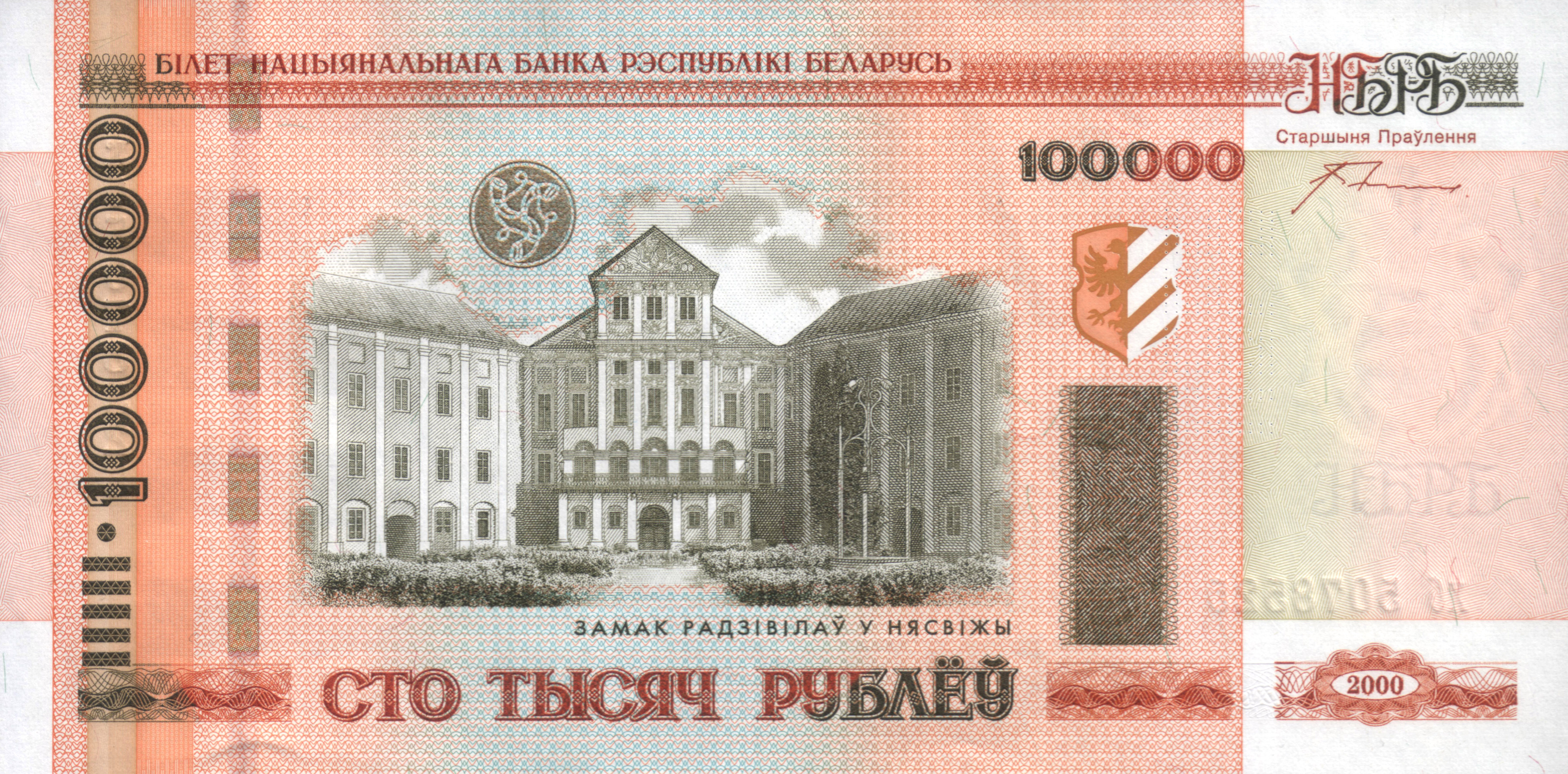
2000年白俄罗斯发行的100000卢布

卢布（俄語：рубль，羅馬化：rubl，國際音標：[rublʲ]），货币单位，符号为₽，最初为俄罗斯帝国所使用，后来很多与俄国联系密切的东欧国家也曾使用，现在使用这一货币单位的国家有俄罗斯、白俄罗斯、德涅斯特河沿岸等国。每1卢布可以分为100戈比（俄語：копе́йка，羅馬化：kopeyka，國際音標：[kɐˈpʲejkə]）。俄罗斯卢布的流通区域除了俄罗斯联邦之外，还包括不被广泛承认的阿布哈兹和南奥塞梯两个傀儡国，以及乌克兰领土上的俄占区。
历史上，曾使用“卢布”的国家还包括莫斯科公国、俄罗斯沙皇国、俄罗斯帝国、苏维埃俄国（1917年至1923年）、苏联（1923年至1991年）、拉脱维亚（1992年-1993年）和塔吉克（1995年-2000年）等国。

## 语源

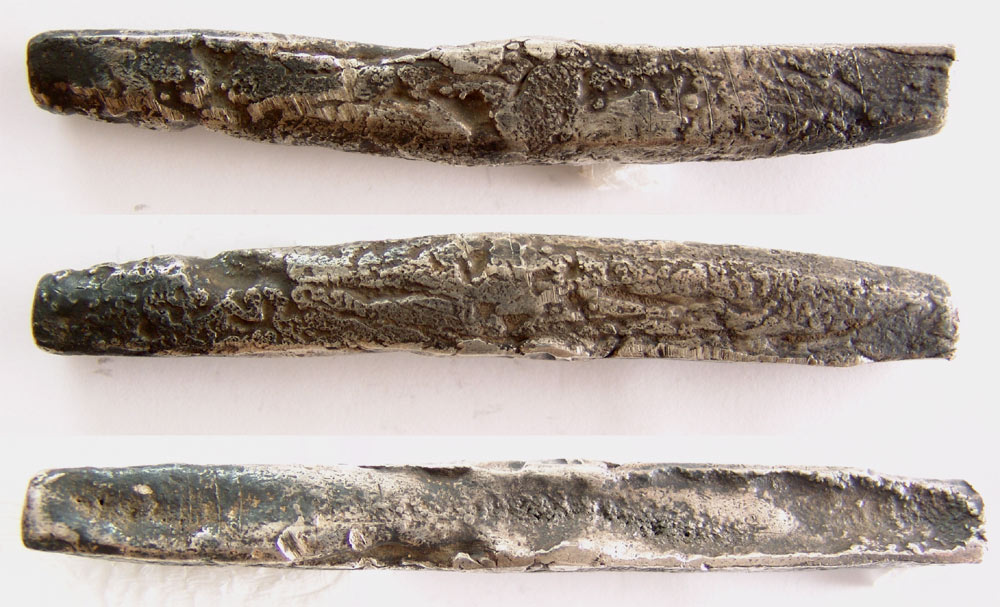
格里夫纳银锭

根据《罗斯法典》，古罗斯的货币单位是“赫里夫尼亞”（гривна），一格里夫纳相当于一磅重的银锭，12世纪70时代，莫斯科公国才开始打制金银硬币，称“腾格”（денга），该词源自蒙古语。14世纪，莫斯科公国开始使用“卢布”体系。
最初是用来指代格里夫纳银锭的切块。由于格里夫纳银锭重量大，携带不方便，使用时常被劈成小块的碎银，这些碎银就被称为“卢布”（рубль）。在格里夫纳、腾格和卢布并行的时代，每一格里夫纳可分为四卢布，每卢布等于二百腾格。15世纪开始流行一卢布的硬币。1534年，伊凡四世的母亲，摄政的叶连娜·瓦西里耶芙娜·格林斯卡娅进行货币改革，废除了旧币，统一了俄罗斯的货币体系。后来，鉴于卢布面额仍较大，俄罗斯又发行了辅币“戈比”（копе́йка），“戈比”一词源自俄语，意为长矛，指最初发行的戈比硬币上轧有的骑士像手持的长矛。
对于“卢布”（рубль）一词的起源，有着很多不同的说法。但多数观点都同意该词源自于意为“劈砍”、“分割”的俄语动词（rubit），主要的不同都集中在一些细节。马克斯·法斯默尔:511和帕维尔·雅科夫列维奇·切尔内赫:125—136均曾在其著作中提到这一观点。有观点认为，“卢布”一词源自印度的货币单位“卢比”，该观点在马克斯·法斯默尔的《语源词典》中曾有记载:511，但一般认为是错误的。也有观点认为“卢布”与阿拉伯语中表示四分之一的词语（rub）有关。还有说“卢布”一词源自在诺夫哥罗德用两片模具浇铸的方法制作银锭，而留下的裂痕，“卢布”意为“带裂痕的银锭”。
“卢布”在俄罗斯帝国、苏联和现代俄罗斯各民族的语言中称为：
| 俄语 | 当地语言                                                    | 中文翻译   | 简介 | 备注   |
| ---- | ----------------------------------------------------------- | ---------- | --- | ------ |
|      | 乌克兰语“”                                                  | 库邦       | 意为币边带刻痕的硬币，源自“”（雕刻） | :195   |
|      | 乌兹别克语“/” 塔塔尔语“” 塔吉克语“” 哈萨克语“” 吉尔吉斯语“” | 索姆       | “索姆”一词源自南西伯利亚、中亚七河及其他地区的古代突厥民族，含义为粗加工的金属块。随着贵金属演变为货币而成为货币名称。吉尔吉斯和乌兹别克独立后发行的货币以“索姆”为名 | [ 9 ]  |
|      | 阿塞拜疆语“” 土库曼语“” 格鲁吉亚语“”                        | 马纳特     | “马纳特”一词源自俄文词汇“монета”（拉丁转写：moneta），原意为硬币。土库曼和阿塞拜疆独立后发行的货币以“马纳特”为名                                                     |        |
|      | 莫克沙語 埃尔齐亚语                                         | 卢布       | 指“卢布银元”，与布里亞特語的“”同源 | [ 10 ] |
|      | 哈萨克语 巴什基尔语 楚瓦什語                                | 坚戈或腾格 | “坚戈”一词在突厥语族各语文中多表示“秤”的含义，源于表示“相等”或“平衡”含义突厥词汇“teŋ-”。哈萨克独立后发行的货币以“坚戈”为名                                           | [ 11 ] |

1917年十月革命后，相继成立的苏俄、苏联均继承了沙俄的货币单位，使用“卢布”和“戈比”。1991年苏联解体后，原加盟国继续使用了一段时间的苏联卢布之后，相继开始发行本国货币，其中仍以“卢布”为单位的有：俄罗斯卢布、白俄罗斯卢布、拉脱维亚卢布、塔吉克卢布，其中拉脱维亚卢布和塔吉克斯坦卢布后来分别被拉脱维亚拉特和塔吉克索莫尼所取代。

## 使用國

### 目前使用「盧布」為貨幣單位的國家
| 國家           | 貨幣單位         | 原文                           |
| -------------- | ---------------- | ------------------------------ |
| 俄羅斯         | 俄羅斯盧布       | 俄語：                         |
| 白俄羅斯       | 白俄羅斯盧布     | 白俄羅斯語： 俄語：            |
| 德涅斯特河沿岸 | 聶斯特河沿岸盧布 | 摩爾多瓦語： 烏克蘭語： 俄語： |